# Coccidioides immitis
Coccidioides immitis is een pathogene schimmel, die behoort tot het geslacht Coccidioides van de orde Onygenales van de ascomyceten. De schimmel komt in de grond voor in droge, alkalische bronnen in het zuidwesten van de Verenigde Staten, het noorden van Mexico en in soortgelijke bronnen in Zuid-Amerika en kan de aandoening coccidioidomycose veroorzaken. Coccidioides posadasii is alleen genetisch en op grond van groeisnelheid op een zoute voedingsbodem te onderscheiden van Coccidioides immitis.
Besmetting vindt plaats door het inademen van deze schimmel (meestal in een stoffige, droge omgeving). De ingeademde, 3 - 5 µm grote arthroconidia zijn een type van schimmelsporen die door segmentatie van reeds bestaande hyfen worden geproduceerd. Eenmaal in het lichaam groeien de arthroconidia uit tot een sferule (bolletje met dikke wand) waarin de ontwikkeling van endosporen plaatsvindt. Deze komen vervolgens vrij in het weefsel waarna de cyclus weer opnieuw begint en ook andere delen van het lichaam kunnen besmetten. De endosporen kunnen ook op de grond komen, gaan kiemen en schimmeldraden vormen, de saprofytische fase. Bij de tussenwanden van de schimmeldraden komen Woronin-lichaampjes voor.
In de saprofytische fase vormt de volgroeide schimmeldraad op onregelmatige afstanden dubbele tussenwanden. De zo ontstaande individuele cellen scheiden zich op een schizolytisch genoemde wijze van elkaar af en beginnen zich om en om te differentiëren. De tussenliggende cellen degenereren, sterven af en maken zo de tussenliggende arthroconidiën door rhexolitische dehiscentie vrij. De arthroconidiën kunnen vervolgens in de grond gaan kiemen en schimmeldraden vormen. De schimmel vormt ook chlamydosporen.

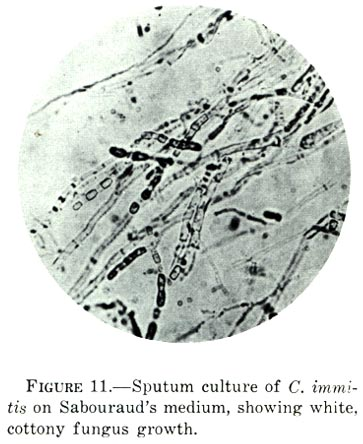
Sputum-cultuur van Coccidioides immitis op een Sabouraud's medium-voedingsbodem
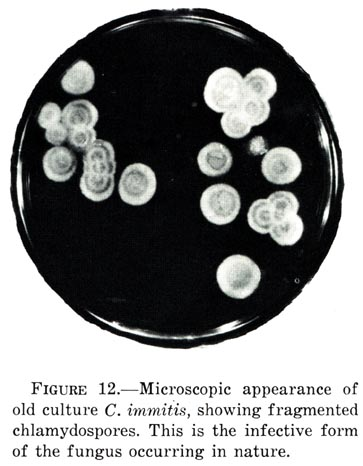
Chlamydosporen van een oude cultuur van Coccidioides immitis

## Levenscyclus

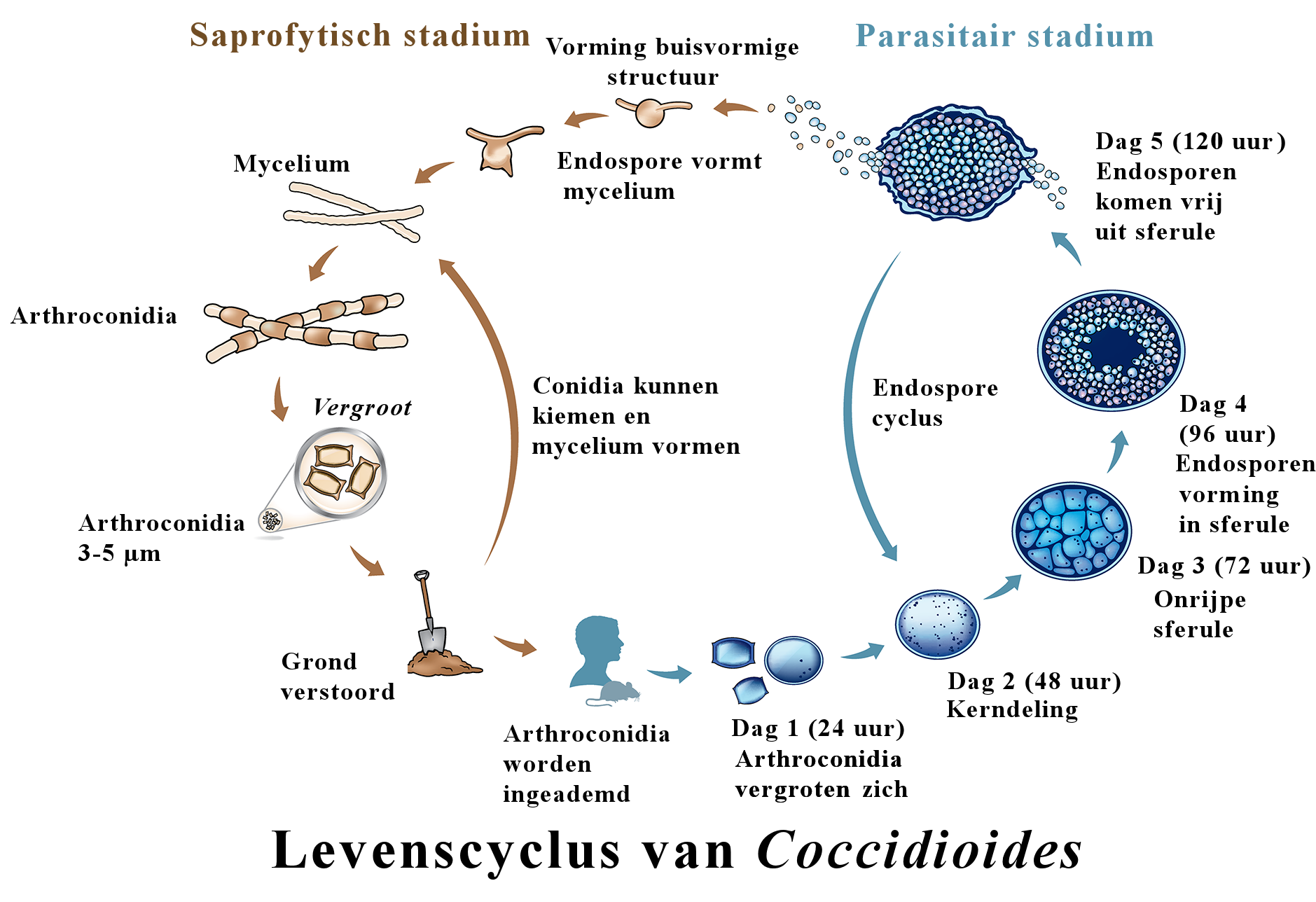
Lecenscyclus van Coccidioides